# Bárium
A bárium (nyelvújításkori magyar nevén sulyany) a periódusos rendszer egy kémiai eleme. Neve a görög bárisz = nehéz szóból származik. Az oxidját először barote-nak nevezte el Guyton de Morveau, később Antoine Lavoisier baryta-ra változtatta, majd végül maga a fém a bárium nevet kapta.
Vegyjele Ba, rendszáma 56, atomtömege 137,34. A II.a főcsoportban a stabil alkáliföldfémek legnehezebbike.

## Története
Bárium-oxidot először Carl Scheele különített el 1774-ben. A fémet Humphry Davy állította elő 1808-ban.

## Jellemzői
Elemi állapotban ezüstös színű, lágy, jól nyújtható könnyűfém. Olvadáspontja 725 °C.
Hét természetes izotópja közül a leggyakoribb a 138Ba (71,7%).
Erős redukálószer, ami oxigénnel nedves levegőn már szobahőmérsékleten is hőfejlődéssel reagál: a reakcióban bárium-oxid és bárium-peroxid keletkezik. Erősen negatív standardpotenciáljának köszönhetően hevesen reagál vízzel, híg savakkal és alkoholokkal, a reakciókban a megfelelő báriumsók mellett hidrogéngáz képződik. Sok fémmel, például cinkkel, alumíniummal és ólommal ötvözhető. Vegyületeiben oxidációs száma mindig +2, illékony vegyületei a színtelen lángot zöldre festik.

## Előállítása
A bárium-szulfát magas hőmérsékleten szénnel bárium-szulfiddá redukálható – utóbbi kén-hidrogén és a megfelelő báriumsó keletkezése közben oldódik savakban. A bárium-szulfid hidrolízissel bárium-hidroxiddá alakítható, és e vegyületet kiizzítva bárium-oxidhoz jutunk. A fém báriumot bárium-oxidból állítják elő alumíniummal, magas hőmérsékleten, légtelenített retortában végzett redukcióval – kis mennyiségeket kloridja olvadékának elektrolízisével is kaphatunk:
4 BaO + 2 Al → BaO•Al2O3 + 3 Ba

## Vegyületei
A bárium vegyületei színtelenek, kivéve ha a vegyületet alkotó anion színes. Halogenidjei a bárium-fluorid kivételével vízben jól oldódnak; vízben ugyancsak oldható a bárium-nitrát (desztillált vízben 0 °C-on 310 g/l, 20 °C-on 92 g/l) és a bárium-hidroxid. Vízben és savakban oldhatatlan a bárium-szulfát, és emiatt ez a sója nem mérgező. Savakban – a kénsav kivételével – jól oldódik a bárium-karbonát, a bárium-szulfid, a bárium-szulfit és oxidjai (a bárium-oxid és a bárium-peroxid): minél kisebb a pH, annál inkább. A bárium-oxid 5–600 °C környékén a levegőből oxigént felvéve bárium-peroxiddá alakul, ami viszont 7–800 °C környékén oxigént leadva visszaalakul bárium-oxiddá. Szintén magas hőmérsékleten a fém báriumból, nitrogénből és szénből bárium-cianid keletkezik.
Ba + N2 + 2 C → Ba(CN)2
További, nem jelentős vegyületei a bárium-nitrid és a bárium-hidrid.

### Fontosabb reakciói
A bárium néhány fontosabb reakciója:
- Hidrogénnel bárium-hidridet képez:

{\displaystyle \mathrm {Ba\,(s)+H_{2}\,(g)\longrightarrow BaH_{2}\,(s)} }
- A bárium oxidációja során bárium-peroxid keletkezik:

{\displaystyle \mathrm {\,Ba\,(s)+O_{2}\,(g)\rightarrow \,BaO_{2}\,(s)} }
- Nitrogénnel reagálva bárium-nitrid keletkezik:

{\displaystyle \mathrm {3\,Ba\,(s)+N_{2}\,(g)\rightarrow Ba_{3}N_{2}\,(s)} }
- Kénnel bárium-szulfid keletkezik:

{\displaystyle \mathrm {8\,Ba\,(s)+S_{8}\,(s)\rightarrow 8\,BaS\,(s)} }
- Halogénekkel X2 (X = fluor, klór, bróm, jód) bárium-halogenidek keletkeznek:

{\displaystyle \mathrm {Ba\,(s)+X_{2}\,(s,l,g)\rightarrow BaX_{2}\,(s)} }
- vízzel H2O Bárium-hidroxid keletkezik, ami vízoldható:

{\displaystyle \mathrm {Ba\,(s)+2\,H_{2}O\,(l)\rightarrow Ba^{2+}\,(aq)+2\,OH^{-}\,(aq)+H_{2}\,(g)} }
- Ammóniával NH3 komplexet képez, ami bárium-amiddá bomlik:

{\displaystyle \mathrm {Ba\,(s)+6\,NH_{3}\,(l)\rightarrow [Ba(NH_{3})_{6}]} }
{\displaystyle \mathrm {[Ba(NH_{3})_{6}]\rightarrow Ba(NH_{2})_{2}+4\,NH_{3}\,(g)+\,H_{2}\,(g)} }

### Analitikája
A vízben oldható báriumsókat, illetve a báriumiont bárium-szulfát csapadék formájában azonosíthatjuk. Ez a legoldhatatlanabb szulfát csapadék, ami még tömény sósavban sem oldódik.
{\displaystyle \mathrm {SO_{4}^{2\operatorname {-} }+BaCl_{2}\longrightarrow BaSO_{4}\!\downarrow +2\,Cl^{\operatorname {-} }} }
Ezenkívül még jellegzetes sárga színű kromát-csapadéka, illetve karbonát-csapadéka, ami még ammóniumsók jelenlétében is leválik. (kationok IV. kvalitatív analitikai osztálya)

## Előfordulása
A bárium az elemek gyakorisági sorában a 14. helyet foglalja el, átlagos gyakoriságát a földkéregben a különböző források meglehetősen eltérően adják meg:
- 425 mg/kg (Wiki)
- 390 mg/kg;[4]
- 500 mg/kg (Takács, 2001)
- a fölső földkéregben 668 mg/kg, az alsóban 568 mg/kg (Wedepohl, 1995).
- jogszabályban[5] előírt, „hivatalos” háttér értéke Magyarország talajaiban 150 g/t.

A különböző háttérértékek ily jelentős különbözőségének fő oka, hogy a környezetvédelmi hatásvizsgálatokra szánt elemzéseket savas (salétromsavas, illetve királyvizes) feltárásokból készítik, miközben a kőzetekben a bárium jelentős része savakban nem oldódó baritban van jelen.
Ennek jeleként Európa Geokémiai Atlaszának (FOREGS, 2005) kétféle módon meghatározott (teljes feltárásból vizsgált, illetve savoldható) Ba-háttérértékei (mediánjai) rendkívül különbözők:
- ártéri üledékekben 380 mg/kg, illetve 82 mg/kg;
- hordalékokban 386 mg/kg, illetve 86 mg/kg;
- a feltalajban 380 mg/kg, illetve 65 mg/kg;
- az altalajban 390 mg/kg, illetve 68 mg/kg;

Reakciókészsége miatt elemi állapotban nem fordul elő a természetben. Legfontosabb ásványa a barit vagy súlypát (BaSO4), ami többnyire a tengervízből bepárlódó sóösszletekben és szulfidos érctelepek kísérő ásványaként fordul elő. A baritot több mint 40 országban bányásszák; a világ éves barittermelése mintegy 4–4,5 millió tonna. Másik fontos ásványa a witherit (BaCO3).
A légkörben minimális mennyiségben (0,0015–0,95 µg/m3) fordul elő; ennek többsége is antropogén eredetű:
- ipari emisszióból,
- széntüzelésből,
- dízelolaj égetéséből, illetve
- hulladékégetésből

származik.
Mivel szulfátja gyakorlatilag oldhatatlan, a tengervízben bárium átlagos koncentrációja mindössze 6 µg/l, az édesvízben lényegesen több:
- 50 µg/l (Takács, 2001);
- 25 µg/l (FOREGS, 2005) – a helyi körülményeknek megfelelően rendkívül nagy változékonysággal.

A magmás és metamorf kőzetekben főleg a káliumot, kisebbrészt a kalciumot helyettesíti azok ásványaiban (elsősorban a földpátokban). A kalciumot korlátozottan más ásványokban (például a montmorillonitban) is helyettesítheti. A nagyjából vele azonos krisztallográfiai sugarú ammóniumiontól eltérően se a trioktaéderes csillámokon, se a vermikuliton nem kötődik meg. Hidratációs energiája ugyanis lényegesen nagyobb az ammóniumionénál, ezért a báriumion rendkívül nehezen dehidratálható, és ha ilyen állapotában esetleg be is épül, nagyon gyorsan újra hidratálódik, eltávolítva egymástól a rácssíkokat.
A talajban főleg az agyagásványok, a szervesanyag, valamint a vas és a mangán oxi-hidroxidjai kötik meg, de meglehetősen kevéssé.
Európa Geokémiai Atlaszának valamennyi, szilárd közegek (ártéri üledék, hordalék, feltalaj, altalaj) Ba-tartalmát bemutató térképén (FOREGS, 2005) kirajzolódik Magyarország középső részén egy határozott negatív anomália: Magyarország 2. (középső) geokémiai nagytáján a felszínközeli képződmények Ba-tartalma lényegesen kisebb, mint az ország egyéb részein.
A Ba háttérértékei (mediánjai) az ártéri üledékekben Magyarország geokémiai nagytájain (MÁFI, 1998)
- 1. nagytáj – 95 mg/kg
- 2. nagytáj – 68 mg/kg
- 3. nagytáj – 135 mg/kg
- 4. nagytáj – 113 mg/kg

### Határértékek
Szennyezettségi határértéke a magyarországi talajokban 250 mg/kg, a felszín alatti vizekben megengedhető mennyisége 700 µg/l; az ivóvízben 1 μg/l.; Egészségkárosodás nélkül elviselhető napi bevitele 0,05 mg/kg naponta (Kvlex). Magyarországon a munkahelyi levegőben vízoldható vegyületekben előforduló bárium megengedhető összes mennyisége 0,5 mg/m3; 24 órás immissziós normája: 
- kiemelten védett és védett I. területeken 10 µg/m3,
- védett II. területeken 30 µg/m3 (Takács, 2001).

## Élettani tulajdonságai
Pozitív biológiai hatása nem ismert. Átlagos koncentrációja az emberi szervezetben 0,3 mg/kg. Ennek csaknem 9/10-ét a csontokban találjuk, ahol a kalciumot (illetve a magnéziumot) helyettesítve halmozódik fel (szárazanyagra számolva kb. 2 mg/kg). A bárium a csont felületi rétegében koncentrálódik, annak belsejébe jóval kevesebb jut. A Ba/Sr hányados az életkorral változik.
Egyéb szervekre a WHO (1990) referencia értékei: 
- máj: 10 µg/kg,
- teljes vér: 0,5–2,5 µg/l,
- vizelet: 2–4 µg/nap,
- haj: 400–2000 µg/kg.[11]

Az emberi szervezetbe főleg a táplálékkal kerül. Koncentrációja a legtöbb élelmiszerben jól korrelál annak kalcium-tartalmával (a Ca/Ba hányados a növényfajtól és a termőhelyi adottságoktól függően többnyire 105–108 közötti – Takács, 2001).
Vízben oldható vegyületei (klorid, nitrát, acetát, karbonát, szulfit) mérgezők. A légutakból nemcsak vízoldható vegyületei szívódnak fel könnyen, de korlátozottan még az oldhatatlanok is – az emésztőrendszerből viszont még az oldható báriumvegyületek is csak részlegesen szívódnak fel. A keringési rendszerbe jutott báriumot a vérplazma (a többi alkáli földfémhez hasonlóan) gyorsan eljuttatja a csontokba. Biológiai felezési ideje 8–9 nap (Takács, 2001).

### A báriummérgezés
A bárium vízben, illetve savakban oldható vegyületei kivétel nélkül mérgezőek; a bárium-karbonátot patkányméregnek használják. A báriumvegyületek a beidegzés helyétől, módjától függetlenül valamennyi izmot erősen és tartósan ingerlik. Szűkítik az ereket, fokozzák a bélmozgást, feszítik a harántcsíkolt izmokat; ezt a központi idegrendszer depressziója követi (Kvlex). Az akut mérgezés tünetei: erős nyálfolyás, kólika, hasmenés, hányás, szívritmuszavarok, a vázizomzat bénulása. A fulladásos halált a légzés bénulása okozhatja. Kezeléséhez ellenanyagként vízben oldható, nem mérgező szulfátot – például nátrium-szulfátot vagy magnézium-szulfátot – kell alkalmazni, mert a bárium azzal oldhatatlan csapadékot képez.
A szájon át bevitt BaCl2 letális dózisa 3–4 g, az LD50 körülbelül 66 mg/testtömegkilogramm (Takács, 2001).

## Felhasználása

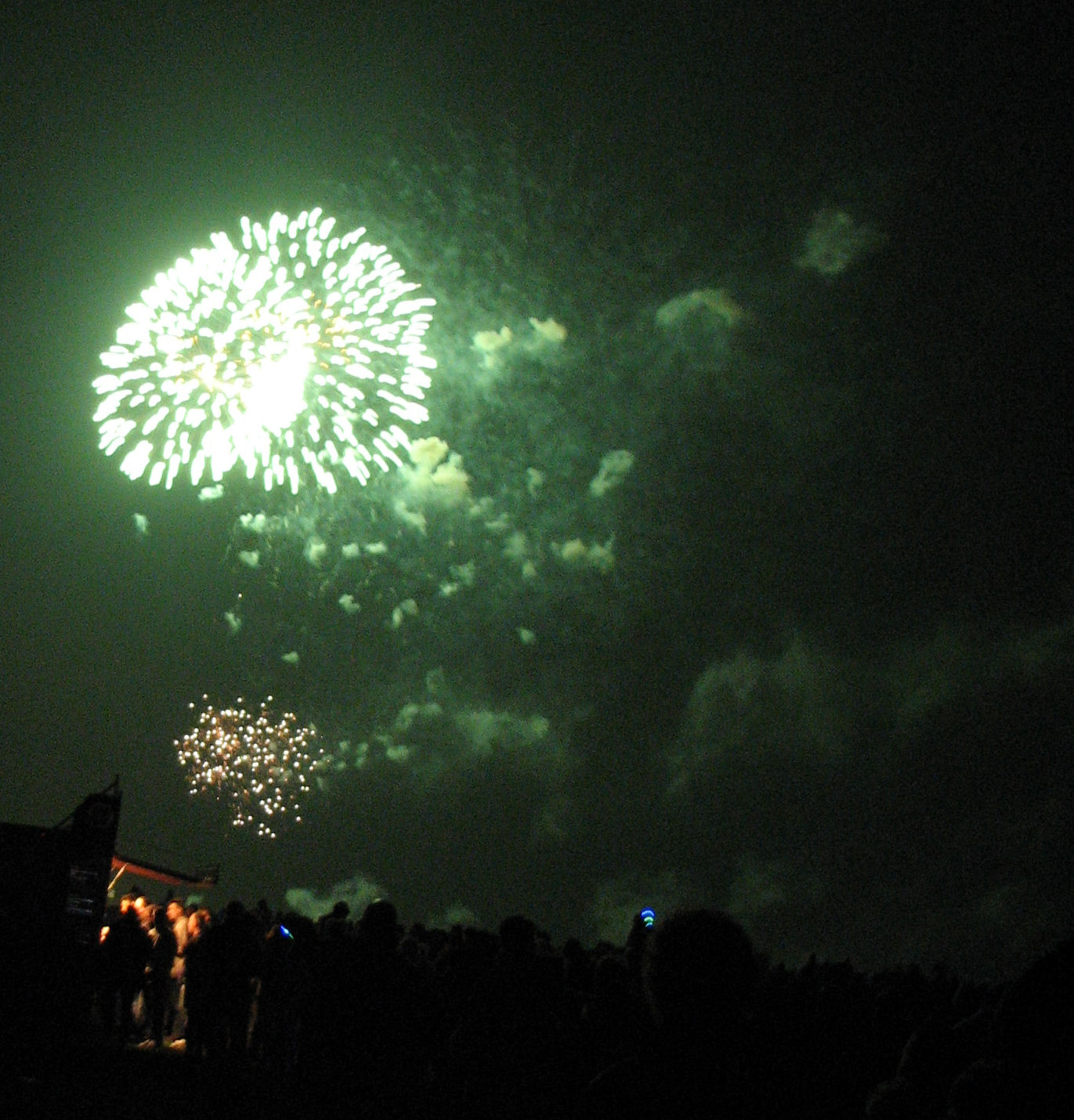
Zöld tűzijáték

- mélyfúrásoknál a fúróiszap nehéz adalékanyagaként (főleg a szénhidrogénbányászatban),
- vákuumtechnikában, az elektroncsövek gyártásánál getterként,
- kontrasztanyagként bárium-szulfát formájában,
- ötvözőanyagként,
- krisztallin üvegek adalékanyagaként a fénytörés javítására,
- a festékgyártásban fehér festékek pigmentjeként,
- fehérítőszerként (például a papírgyártásban, a kerámia- és zománciparban, a textiliparban),
- növényvédő szerekben (a báriumpoliszulfidot lisztharmat, pajzstetű és atkák ellen),
- tűzijátékokban főleg a bárium-nitrát különböző anyagokkal (pl. magnéziummal) keverve, zöld lángfestése miatt (Kvlex),
- a gyógyszer- és a kozmetikai iparban kenőanyagok adalékaként,
- a cukorfinomításban,
- a gumi- és linóleumfeldolgozásban,
- az acélgyártásban az acél edzésére, keményítésére (Takács, 2001).

Az iparban alkalmazott bárium-oldatok a levegőt kevéssé szennyezik.

## Fordítás
Ez a szócikk részben vagy egészben  a   Barium című angol Wikipédia-szócikk fordításán alapul.  Az eredeti cikk szerkesztőit annak laptörténete sorolja fel. Ez a jelzés csupán a megfogalmazás eredetét és a szerzői jogokat jelzi, nem szolgál a cikkben szereplő információk forrásmegjelöléseként.